# Cauchy-konvergenciakritérium
A Cauchy-kritérium feltétel egy sorozat konvergenciájának eldöntésére.
Ha definíció szerint szeretnénk belátni, hogy egy sorozat konvergens-e, akkor előre tudnunk kellene a sorozat határértékét. Ezt a nehézséget először Cauchy hidalta át, aki a konvergenciára egy olyan kritériumot vezetett be, mely nem feltételezi a határérték előzetes ismeretét. Emiatt ezt a kritériumot "belső" konvergencia-kritériumnak nevezzük, ugyanis a sor "belső" szerkezeti tulajdonsága alapján dönti el a konvergencia tényét. A Cauchy-kritérium csak teljes metrikus terekben érvényes.

## A Cauchy-kritérium
Tétel: Legyen {\displaystyle (X,\rho )} metrikus tér és {\displaystyle (a_{n})\subseteq X} sorozat, ha {\displaystyle \lim _{n\to \infty }a_{n}=a}, akkor minden {\displaystyle \varepsilon >0} esetén létezik olyan {\displaystyle N\in \mathbb {N} }, amelyre minden {\displaystyle n,m\geq N} esetén {\displaystyle \rho (a_{n},a_{m})<\varepsilon }.
Bizonyítás: Mivel {\displaystyle \lim(a_{k})=a\Rightarrow {\varepsilon  \over 2}>0} számhoz {\displaystyle \exists k_{0}:k,l>0} esetén {\displaystyle \rho (a_{k},a)<{\varepsilon  \over 2}\Rightarrow k,l>k_{0}\Rightarrow \rho (a_{k},a_{l})\leq \rho (a_{k},a)+\rho (a,a_{l})<{\varepsilon  \over 2}+{\varepsilon  \over 2}=\varepsilon .}
Az alábbi kijelentések ekvivalensek egymással:
1. a {\displaystyle \sum _{n=0}^{\infty }a_{n}} végtelen sor konvergens
2. {\displaystyle \forall \varepsilon >0\quad \exists N\in \mathbf {Z} ^{+}\quad \forall n,m\in \mathbf {Z} ^{+}\quad n>m>N\quad \Rightarrow \quad \left|\sum \limits _{k=m}^{n}a_{k}\right|<\varepsilon \,}

Ez azt jelenti, hogy egy sor pontosan akkor konvergens, ha a részletösszegek sorozata Cauchy-sorozat.

## Lásd még
- Gyökkritérium
- Hányadoskritérium
- Majoráns kritérium